# Bernhard Vogel

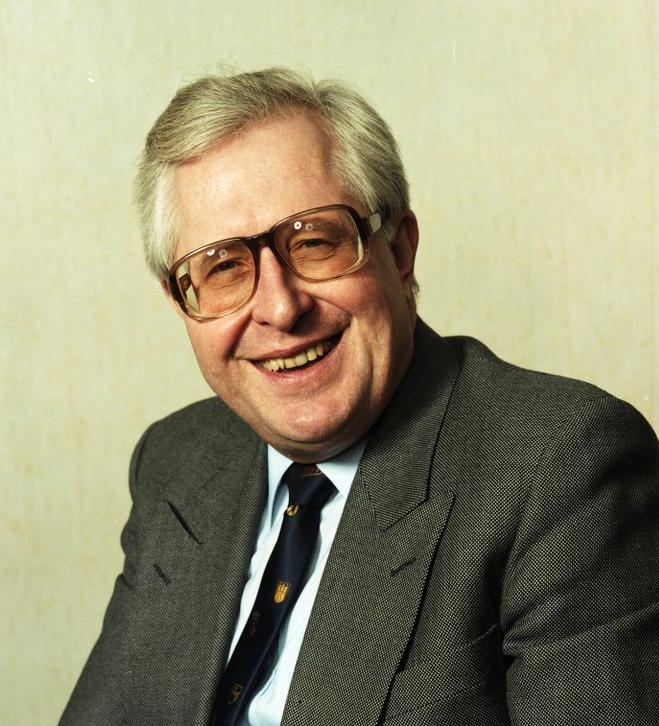
Bernhard Vogel (1988)

Bernhard Vogel (* 19. Dezember 1932 in Göttingen; † 2. März 2025 in Speyer) war ein deutscher Politiker (CDU). Er war von 1976 bis 1988 Ministerpräsident von Rheinland-Pfalz und von 1992 bis 2003 Ministerpräsident von Thüringen und damit der einzige Ministerpräsident, der in zwei unterschiedlichen Bundesländern, in der alten Bundesrepublik und im vereinten Deutschland, Regierungschef war. Zudem ist er mit 23 Jahre, vier Monate und fünf Tage der am längsten amtierende Ministerpräsident in der Geschichte Deutschlands. Er war der jüngere Bruder des SPD-Politikers Hans-Jochen Vogel.

## Leben

### Ausbildung und Beruf
Nach dem Besuch der Volksschule und des humanistischen Landgraf-Ludwigs-Gymnasiums in Gießen und nach der Rückkehr der Familie nach München legte Vogel am dortigen Maximiliansgymnasium 1953 das Abitur ab. Anschließend studierte er Politikwissenschaft, Geschichte, Soziologie und Volkswirtschaft in München und Heidelberg. 1960 wurde er bei Dolf Sternberger mit der Arbeit Die Unabhängigen in den Kommunalwahlen westdeutscher Länder zum Dr. phil. promoviert.
Er war vier Jahre als wissenschaftlicher Assistent und ab 1961 als Lehrbeauftragter am Institut für Politische Wissenschaft Heidelberg tätig. Vogel strebte eine wissenschaftliche Laufbahn an.

### Parteilaufbahn

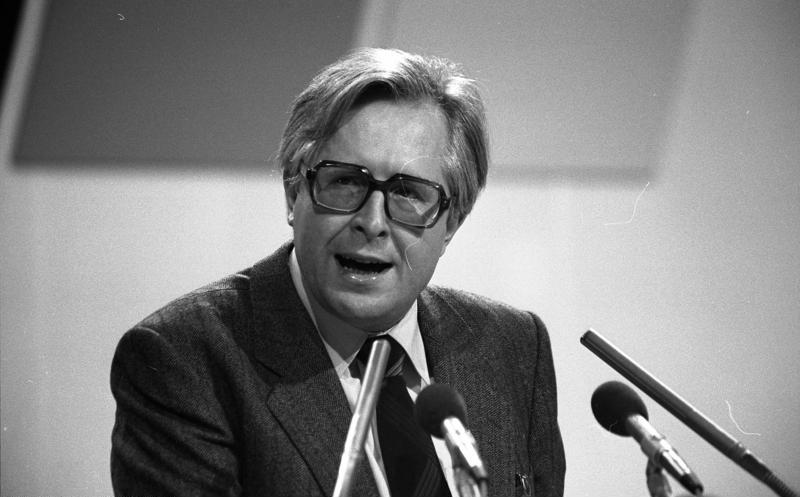
Bernhard Vogel (1978)

Vogel trat 1960 der CDU bei und engagierte sich zunächst bei der Jungen Union. 1967 wurde er Vorsitzender des CDU-Bezirksverbandes Pfalz, 1974 Landesvorsitzender der CDU Rheinland-Pfalz. Ab 1975 war Vogel Mitglied des CDU-Bundesvorstandes, was er bis 2006 blieb.
Am 11. November 1988 kam es auf dem Landesparteitag in Koblenz zu einem heftigen innerparteilichen Streit. Hans-Otto Wilhelm forderte, das Amt des Ministerpräsidenten und das des Vorsitzenden der CDU Rheinland-Pfalz nicht in Personalunion zu besetzen. Vogel äußerte, er wolle beide Ämter behalten; andernfalls werde er von beiden zurücktreten. Als Wilhelm zum neuen CDU-Landesvorsitzenden gewählt wurde, trat Vogel wie als Ministerpräsident angekündigt zurück. Carl-Ludwig Wagner wurde sein Nachfolger.
Von 1989 bis 1993 und von 2001 bis Ende 2009 war er Vorsitzender der Konrad-Adenauer-Stiftung (KAS). Im Dezember 2009 wurde er auf der Mitgliederversammlung der KAS zum Ehrenvorsitzenden gewählt. Sein Nachfolger als KAS-Vorsitzender wurde Hans-Gert Pöttering, bis dahin Präsident des Europäischen Parlaments.
Von 1974 bis 1988 war Vogel Landesvorsitzender der CDU Rheinland-Pfalz und von 1993 bis 2000 war er Landesvorsitzender der CDU Thüringen.

### Abgeordnetentätigkeit
Von 1963 bis 1965 gehörte Vogel dem Gemeinderat von Heidelberg an.
Bei der Bundestagswahl 1965 erhielt er 48,1 % der Erststimmen und war damit direkt gewählter Abgeordneter des Wahlkreises Neustadt an der Weinstraße – Speyer. Am 17. Juli 1967 legte er sein Mandat nieder; für ihn rückte Ludwig Knobloch nach.
Von 1971 bis 1988 war er Mitglied des Landtages von Rheinland-Pfalz.
Bei den Wahlen 1994 und 1999 wurde er in den Thüringer Landtag gewählt.

### Öffentliche Ämter
Am 18. Mai 1967 wurde Vogel als Kultusminister in die von Ministerpräsident Peter Altmeier geführte Landesregierung von Rheinland-Pfalz berufen. Dieses Amt behielt er auch unter dessen Nachfolger Helmut Kohl. Nachdem Helmut Kohl nach der Bundestagswahl 1976 als Oppositionsführer in den Bundestag gewechselt war, wurde Vogel am 2. Dezember 1976 zum Ministerpräsidenten von Rheinland-Pfalz gewählt.
In dieser Funktion war er vom Amtsantritt bis zum 31. Oktober 1977 zugleich Präsident des Bundesrates und zeitweise Vorsitzender dessen deutsch-russischer Freundschaftsgruppe. Von 1981 bis 1983 war er Vorsitzender der Ministerpräsidentenkonferenz und vom 1. November 1987 bis zum 31. Oktober 1988 schließlich erneut Präsident des Bundesrates.
Von 1979 bis 1983 war er zudem Bevollmächtigter der Bundesrepublik Deutschland für kulturelle Angelegenheiten im Rahmen des Vertrags über die deutsch-französische Zusammenarbeit.
Bei der Landtagswahl in Rheinland-Pfalz 1987 verlor die CDU ihre absolute Mehrheit und Vogel bildete eine Koalition mit der FDP. Nach seiner Niederlage bei der Wahl zum CDU-Landesvorsitzenden trat er 1988 vom Amt des Ministerpräsidenten zurück.
Am 5. Februar 1992 wurde Vogel als Nachfolger des zurückgetretenen Josef Duchač zum Ministerpräsidenten des Freistaates Thüringen gewählt. Aus Altersgründen trat Vogel am 5. Juni 2003 von diesem Amt zurück. Sein Nachfolger wurde der damalige CDU-Landesvorsitzende und vormalige Vorsitzende der Landtagsfraktion Dieter Althaus. Vogel ist der am längsten amtierende Ministerpräsident in der Geschichte Thüringens.
Vogel war in Summe 23 Jahre, vier Monate und fünf Tage lang als Ministerpräsident im Amt und damit länger als jeder andere Ministerpräsident in der Geschichte Deutschlands.

### Politische Entwicklung

#### Frühe Jahre
Vogel gewann bei den Bundestagswahlen 1965 das Direktmandat des Wahlkreises Neustadt – Speyer. Im Mai 1967 wechselte er als Minister für Unterricht und Kultus in die vom Ministerpräsidenten Peter Altmeier geführte Landesregierung von Rheinland-Pfalz. Im selben Jahr wurde Vogel zum Vorsitzenden des CDU-Bezirks Pfalz gewählt. 1969 übernahm Vogels Heidelberger Studienkommilitone Helmut Kohl das Amt des Ministerpräsidenten. 1971 wurde Vogel in den Landtag von Rheinland-Pfalz gewählt. Eine seiner wichtigsten Entscheidungen als Kultusminister war die Gründung der Universität Trier-Kaiserslautern (später geteilt in Universität Trier und Technische Universität Kaiserslautern).

#### Vorsitzender der CDU Rheinland-Pfalz

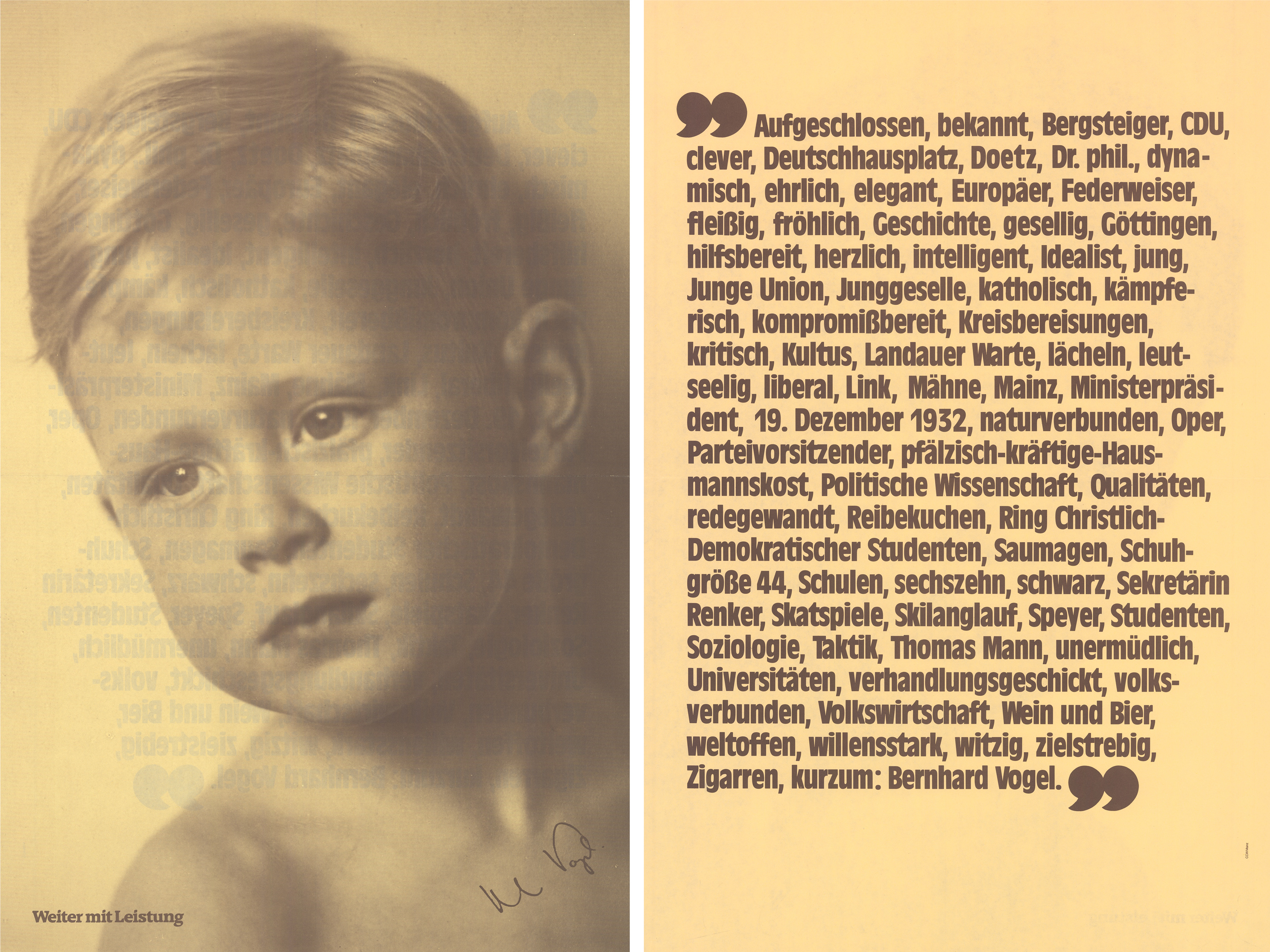
Selbstdarstellung (1979) mit Kinderfoto

Nach der Wahl des bisherigen CDU-Landesvorsitzenden Helmut Kohl zum CDU-Bundesvorsitzenden 1973 setzte sich Vogel 1974 auf einem Landesparteitag der CDU Rheinland-Pfalz gegen Kohls Wunschkandidaten Heiner Geißler bei der Wahl des neuen Landesvorsitzenden durch. 1975 wurde Vogel Mitglied des CDU-Bundesvorstandes.
Helmut Kohl wechselte nach der Bundestagswahl 1976 als Oppositionsführer in den Bundestag und Vogel wurde am 2. Dezember 1976 zum Ministerpräsidenten von Rheinland-Pfalz gewählt. In dieser Funktion hatte er zahlreiche föderale Funktionen, so Präsident des Bundesrates, Vorsitzender der Ministerpräsidentenkonferenz oder Mitglied im ZDF-Fernsehrat.
Auf dem CDU-Landesparteitag Ende 1988 kam es zu einem heftigen innerparteilichen Streit, der unter anderem durch Vogels Begnadigungen der RAF-Terroristen Manfred Grashof und Klaus Jünschke ausgelöst wurde und auch durch den Gram vieler Delegierter über den Verlust der absoluten Mehrheit bei der Landtagswahl 1987. Auf diesem Landesparteitag forderte Umweltminister Hans-Otto Wilhelm in einer für die CDU sehr ungewöhnlichen Form, die Ämter des Ministerpräsidenten und des CDU-Landesvorsitzenden zu trennen. Vogel kündigte an, dass er nur beide Ämter gleichzeitig behalten wolle. Als er Wilhelm bei der Wahl zum Landesvorsitzenden deutlich unterlag, stellte Vogel sein Amt als Ministerpräsident mit den Worten „Gott schütze Rheinland-Pfalz!“ zur Verfügung und legte sein Landtagsmandat nieder. Sein Nachfolger als Ministerpräsident wurde am 8. Dezember 1988 Carl-Ludwig Wagner. Bei der Landtagswahl 1991 erhielt die CDU 6,1 Prozentpunkte weniger als die SPD, die mit der FDP die Regierung bildete. Seither wurde Rheinland-Pfalz nur noch von SPD-Ministerpräsidenten regiert.

#### Thüringische Zeit und danach

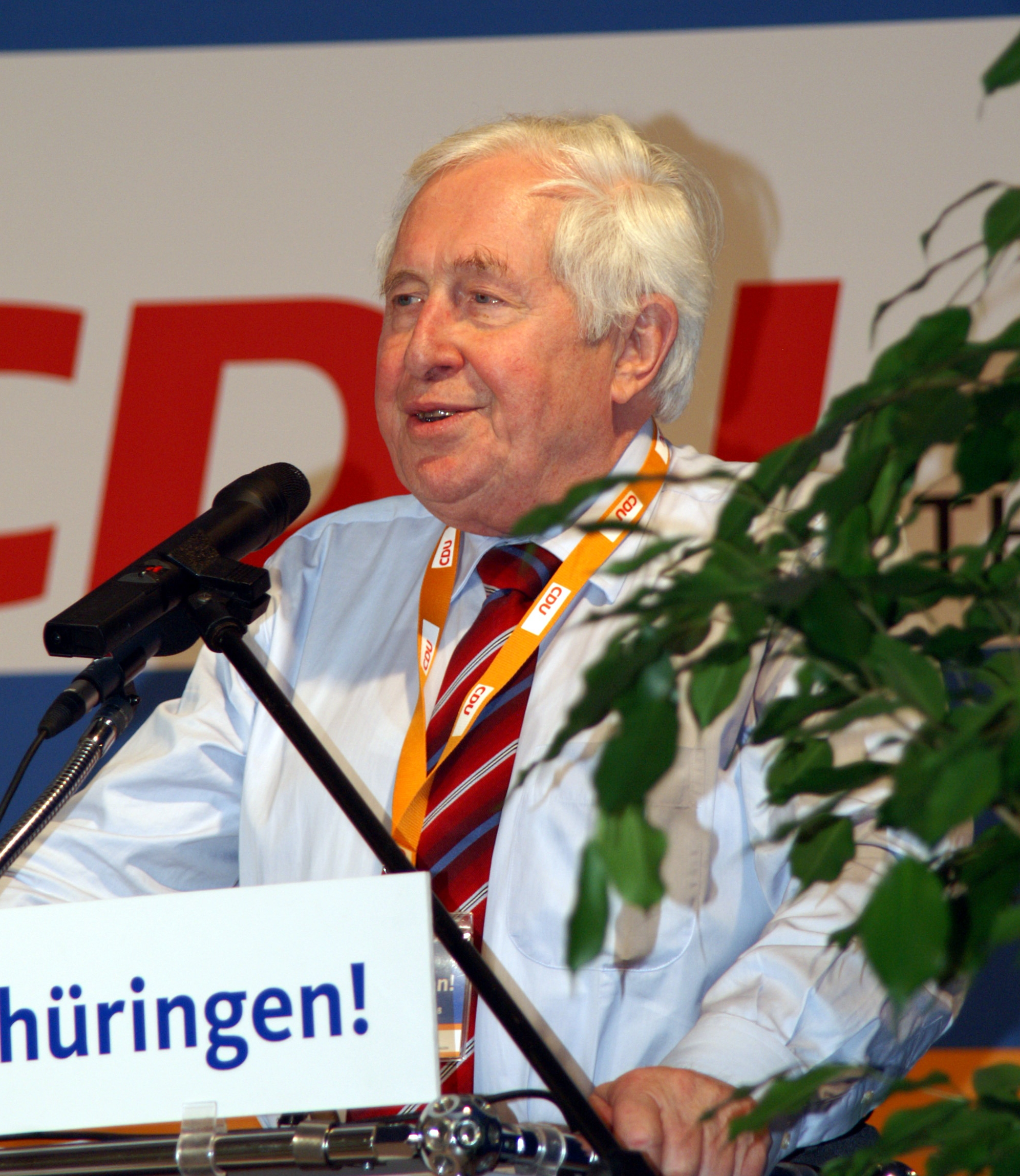
Der Ministerpräsident a. D. beim Landesparteitag der CDU Thüringen 2008

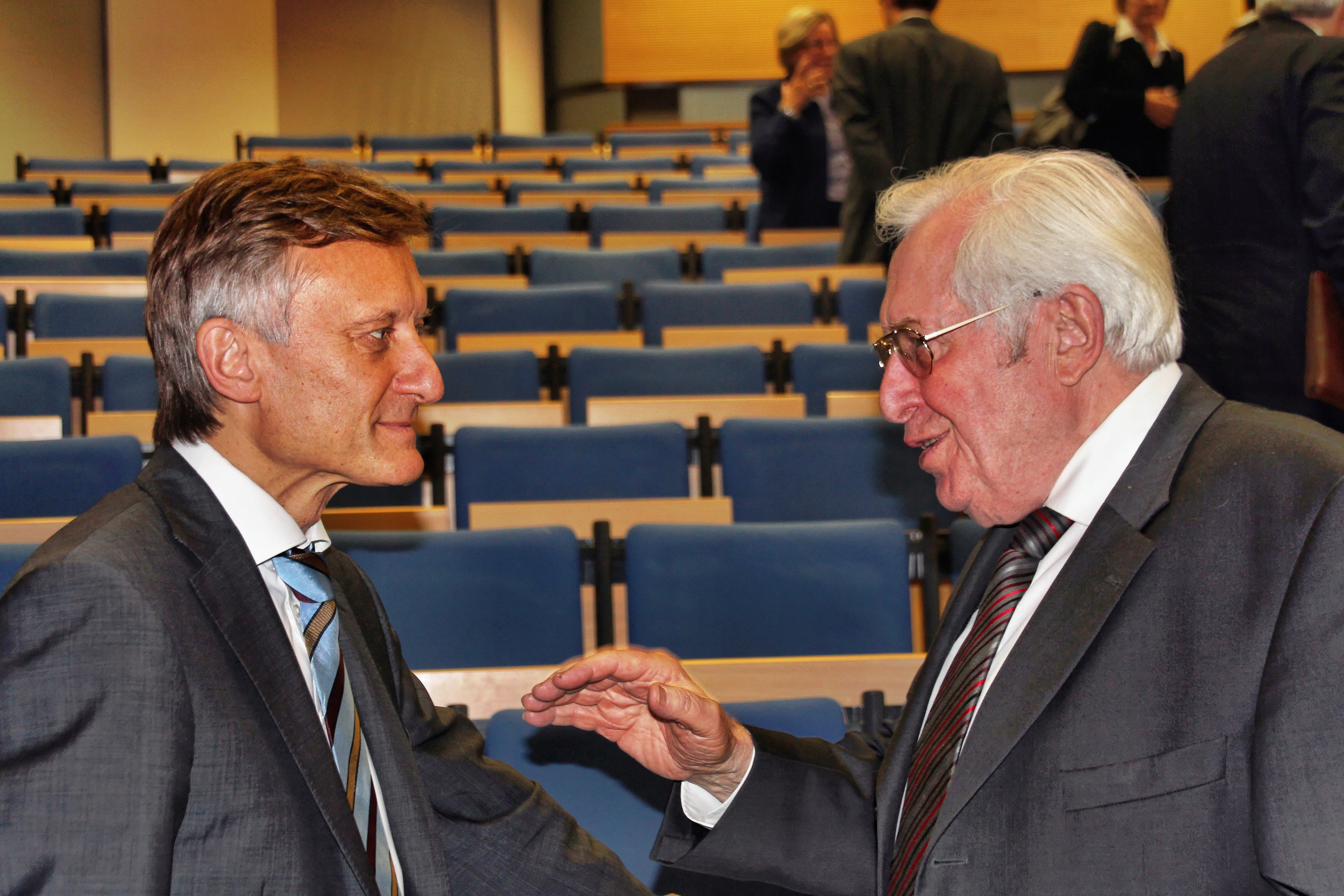
Vogel im Gespräch mit dem polnischen Botschafter Marek Prawda 2011 in Warschau

Vogel konzentrierte sich nach seinem Rücktritt auf die Leitung der Konrad-Adenauer-Stiftung, deren Vorsitzender er 1989 wurde. Nach dem Rücktritt des thüringischen Ministerpräsidenten Josef Duchač wurde er am 5. Februar 1992 zum Ministerpräsidenten des Freistaates Thüringen gewählt. Er bildete ein schwarz-gelbes Kabinett. Von 1993 bis 1999 war er Vorsitzender der Thüringer CDU. Den Vorsitz der Adenauer-Stiftung gab er 1995 ab.
Da Vogels Koalitionspartner FDP bei der Landtagswahl 1994 an der Fünf-Prozent-Hürde scheiterte, schlossen CDU und SPD eine Große Koalition. Bei der Landtagswahl 1999 erreichte die CDU mit 51,0 % der Stimmen die absolute Mehrheit. Im Jahr 2003 gab Vogel aus Altersgründen das Ministerpräsidentenamt ab; Dieter Althaus wurde sein Nachfolger.
Von 2001 bis 2009 stand Bernhard Vogel wieder der Konrad-Adenauer-Stiftung vor. Er war Schirmherr für die Stiftung des Gymnasiums Canisius-Kolleg Berlin. Seit 2010 war er Ehrenvorsitzender der Konrad-Adenauer-Stiftung, wo er sich weiterhin für politische Bildung und demokratische Werte engagierte.
Im Februar 2022 war Vogel von der CDU Thüringen entsandtes Mitglied der 17. Bundesversammlung zur Wahl des Bundespräsidenten.

### Sonstiges

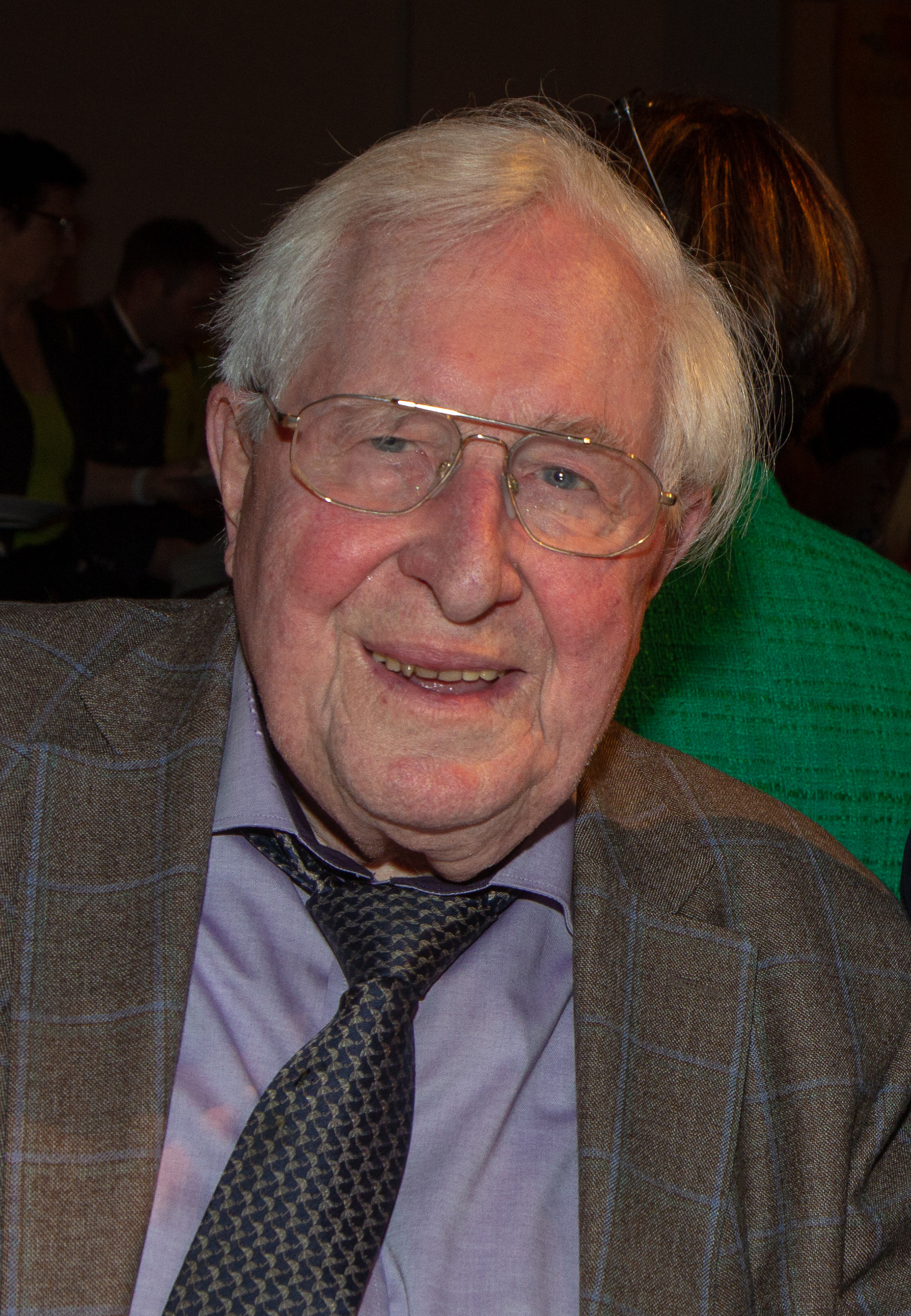
Bernhard Vogel (2019)

1968 war Vogel Präsident des 82. Deutschen Katholikentags in Essen. Von 1972 bis 1976 war er Präsident des Zentralkomitees der deutschen Katholiken (ZdK). Von 1980 bis 1984 war Vogel Präsident der Schutzgemeinschaft Deutscher Wald (SDW).
In den 1990er Jahren setzte Vogel durch, dass die Schnellfahrstrecke München–Berlin mit einem 90 km langen Umweg durch den Thüringer Wald gebaut wurde („Erfurter Beule“), damit Thüringens Landeshauptstadt Erfurt an dieser Strecke liegt, was aus verschiedenen sozioökonomischen Gründen andauernde Kritik hervorrief.
Seit der Gründung der Eugen-Biser-Stiftung (München) im Jahr 2002 war Vogel Mitglied im Kuratorium dieser Stiftung.
Zudem war er Mitglied im Kuratorium der Hilfsorganisation CARE Deutschland sowie der Bundeskanzler-Helmut-Kohl-Stiftung.
Im Juni 2007 übernahm Vogel die Schirmherrschaft über eine Aktion für den Bau eines Kinder- und Jugendzentrums in Nyagatare (Ruanda).
Im Wintersemester 2012 hatte Vogel eine Gastprofessur an der NRW School of Governance der Universität Duisburg-Essen inne (Dozent im Masterstudiengang für „Politikmanagement, Public Policy und öffentliche Verwaltung“).
Bernhard Vogel war insgesamt mehr als 23 Jahre Ministerpräsident und amtierte damit länger als jeder andere Regierungschef der bundesdeutschen Länder seit 1945.

### Privates

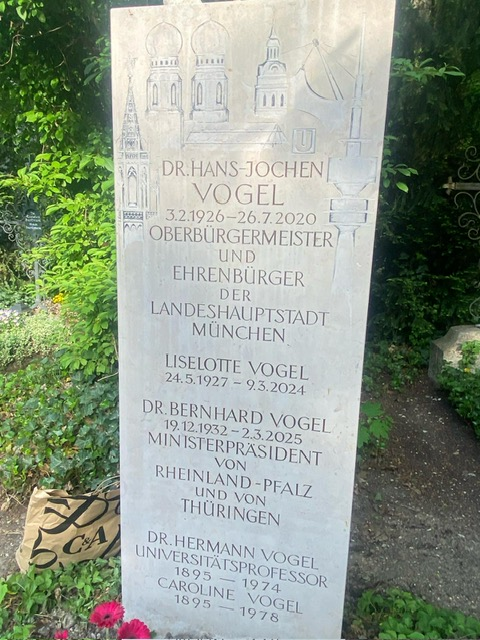
Der Grabstein von Bernhard Vogel mit seinem 2020 verstorbenen Bruder Hans-Jochen Vogel, dessen 2024 verstorbenen Frau Liselotte und die Eltern der Brüder Hermann und Caroline Vogel auf dem Bogenhausener Friedhof in München

Vogels Vater Hermann Vogel stammte aus München und war Habilitand für Tierzucht an der Universität Göttingen, von 1933 bis 1945 Professor an der Universität Gießen. Seine Mutter war in zahlreichen römisch-katholischen Sozialorganisationen tätig. Sein älterer Bruder war der SPD-Politiker Hans-Jochen Vogel.
Bernhard Vogel war ledig, hatte keine Kinder und wohnte zuletzt in Speyer. Er war engagierter Katholik.
Vogel starb am 2. März 2025 im Alter von 92 Jahren in Speyer. Am 21. März 2025 fand zu seinen Ehren ein Trauergottesdienst im Speyerer Dom statt, der von Bischof Karl-Heinz Wiesemann geleitet wurde. Trauerreden hielten Kurt Beck, Irme Stetter-Karp und Stefanie Seiler. Am 26. März 2025 fand ein Trauerstaatsakt in der Mainzer Staatskanzlei statt. In diesem Rahmen würdigten Alexander Schweitzer, Mario Voigt, Christian Baldauf und Dieter Althaus den Verstorbenen für seine Verdienste. Am 4. April 2025 fand im Erfurter Dom ein von Bischof Ulrich Neymeyr geleitetes Requiem für Vogel statt. Er wurde auf dem Friedhof Bogenhausen in München beigesetzt.

## Publikationen
- Karl Marx 1818 – 1883 – 1983. Rede zum 100. Todestag von Karl Marx am 13. März 1983 in Trier. Verlag der Landesarchivverwaltung Rheinland-Pfalz, Koblenz 1983.
- mit Hans-Jochen Vogel: Deutschland aus der Vogelperspektive. Eine kleine Geschichte der Bundesrepublik. 2. Auflage. Herder, Freiburg (Breisgau) u. a. 2007, ISBN 978-3-451-29280-4.
- mit Melanie Piepenschneider, Klaus Jochen Arnold: Orte der Freiheit und Demokratie in Deutschland. Konrad-Adenauer-Stiftung, Sankt Augustin 2010, ISBN 978-3-941904-03-3.
- mit Günther Nonnenmacher: Mutige Bürger braucht das Land. Herder, Freiburg im Breisgau 2012, ISBN 978-3-451-32579-3.

## Auszeichnungen und Ehrungen (Auszug)
- 1974: Bundesverdienstkreuz 1. Klasse des Verdienstordens der Bundesrepublik Deutschland
- Großes Bundesverdienstkreuz (1976) mit Stern und Schulterband (1980) des Verdienstordens der Bundesrepublik Deutschland
- französischer Ordre des Palmes Académiques
- Päpstlicher St.-Gregorius-Orden
- 1984: Großkreuz des Verdienstordens der Bundesrepublik Deutschland
- 1983: Orden wider den tierischen Ernst
- 1984: Bambi
- 1988: Ehrenmedaille der Stadt Speyer
- 1989: Leibniz-Medaille der Akademie der Wissenschaften und der Literatur Mainz
- 1990: Verdienstorden des Landes Rheinland-Pfalz
- 1997: Großkreuz des Verdienstordens der Italienischen Republik
- 14. November 2002: Ehrenbürgerrecht der Stadt Speyer
- 2002: Lucius D. Clay Medaille
- 2002: Politiker des Jahres im Wettbewerb Großer Preis des Mittelstandes der Oskar-Patzelt-Stiftung
- 2004: Alexander-Rüstow-Plakette der Aktionsgemeinschaft Soziale Marktwirtschaft.[19]
- 17. Mai 2004: Ehrendoktorwürde durch den Rektor der Deutschen Hochschule für Verwaltungswissenschaften Speyer, Rudolf Fisch.
- Verleihung des Ehrentitels Professor durch den Ministerpräsidenten von Baden-Württemberg, Erwin Teufel
- 27. Juli 2005: Großer Tiroler Adler-Orden
- 2005: Peter Wust Preis
- 2005: Verdienstorden des Freistaats Thüringen
- 2007: Leibniz-Ring-Hannover (gemeinsam mit seinem Bruder Hans-Jochen)
- 2009: Oswald-von-Nell-Breuning-Preis (gemeinsam mit seinem Bruder Hans-Jochen)
- 2009: Wilhelm-Leuschner-Medaille, höchste Auszeichnung des Landes Hessen (gemeinsam mit seinem Bruder Hans-Jochen)
- 2009: Ehrendoktorwürde an der Ben-Gurion-Universität im Negev, Israel
- 2010: Brückenpreis der Stadt Regensburg (gemeinsam mit seinem Bruder Hans-Jochen)
- 2010: Ehrenring der Görres-Gesellschaft
- 2010: Johann Christian von Hofenfels-Medaille
- 2012: Simon-Snopkowski-Ehrenpreis (gemeinsam mit seinem Bruder Hans-Jochen)
- 2012: Großkreuz des Verdienstordens der Republik Ungarn
- 2013: Großer Verdienstorden des Landes Südtirol
- 2020: Point-Alpha-Preis (wegen der COVID-19-Pandemie erst 2021 verliehen)[20]

Im Thüringer Landtag trägt der von der CDU-Fraktion genutzte Sitzungssaal F 001 den Namen Bernhard-Vogel-Saal.